# Калевипоэг
Ка́левипоэг (эст. Kalevipoeg «сын Калева») — в эстонской мифологии богатырь-великан, сын богатыря Калева, а также эстонский героический эпос о нём (публикация 1857—1861 гг.). Первоначальный образ Калевипоэга — великан, с деятельностью которого связывались особенности географического рельефа: скопления валунов, набросанных Калевипоэгом; равнины — места, где Калевипоэг скосил лес, гряды холмов — следы его пахоты, озёра — его колодцы, древние городища — ложа Калевипоэга и т. п. Калевипоэг — также борец с нечистой силой, с притеснителями народа и с иноземными врагами.

## История создания
На основе народных сказаний и песен эстонский писатель и врач немецкого происхождения Фридрих Рейнхольд Крейцвальд (нем. Friedrich Reinhold Kreutzwald, 1803—1882) составил наподобие карело-финской «Калевалы» героический эпос «Калевипоэг» (1857—1862), который оказал значительное влияние на самосознание эстонского народа и развитие его культуры, литературы и искусства.

## Содержание

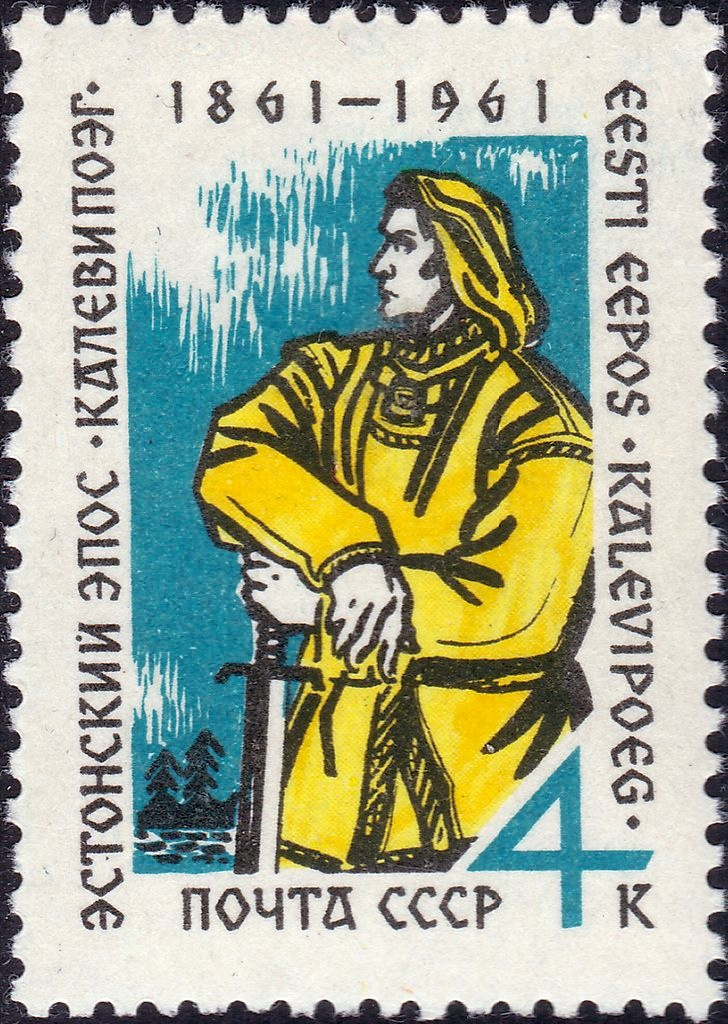
Почтовая марка СССР, 1961 год

Эпос состоит из 20 песен. Оригинальный стих «Калевипоэга» — так называемый рунический стих, который присущ старинным эстонским народным песням.
Первая песнь повествует о Калеве и двух его братьях, живших на окраине дубравы (tammemets: I:82) Таара. Один брат уехал в страну Турья (Turjamaa: I:88), где стал великим воином, а другой в Россию (Venemaa: I:87), где стал купцом. Калев же, перелетев на морском орле (Põhjakotkas) через Балтийское море (Lääne meri: Западное море: I:103), стал править в Вирумаа (Viru rand: I:108). Его женой стала Линда, которая жила на хуторе в западном краю (Ляэне, эст. Lääne, Ляэнемаа). Часть песни посвящена тому, как к сестре Линды Сальме сватались женихи: Месяц, Солнце и Звезда.
Вторая песнь рассказывает о рождении последнего и самого славного сына престарелого Калева — Калевипоэга, о котором поют песни от Пярну до Пскова (Pihkva), в Ляэнемаа, Вирумаа, Харьюмаа и Ярвамаа. Отцом Калева и дедом Калевипоэга называется Таара. Когда Калев умер, то его похоронили на месте современного Таллина (холм Тоомпеа). От слёз безутешной Линды появилось озеро Юлемисте (Ülemiste järv: II:454).
Третья песнь повествует о попытке финского знахаря Туслара (Tuuslar) похитить вдову Калева Линду, однако та при помощи бога Уку превращается в скалу возле нынешней деревни Иру (III:407).
Четвёртая и пятая песни рассказывают о путешествии Калевипоэга в Финляндию, трагической гибели девушки-островитянки и убийстве Туслара.
В шестой песне Калевипоэг знакомится с финским кузнецом (Soome sepp), который выковывает герою меч. Однако из-за того, что во время застолья Калевипоэг в ссоре убивает родственника кузнеца, на оружие накладывается проклятие.
В седьмой песне Калепипоэг возвращается на лодке Туслара домой, к братьям, и надеется получить вести о пропавшей матери. Песня ветра сообщает Калевипоэгу, что его мать умерла и превратилась в камень, и встретившие его братья подтверждают эту печальную весть. В сумерках идёт тоскующий Калевипоэг к кургану, где захоронен его отец, и Калев из могилы утешает младшего сына и призывает его искупить нечаянно содеянные им беды.
В восьмой песне братья бросают жребий, кому быть князем местных земель, вождём дружины, и он выпадает Калевипоэгу. Калевипоэг провозглашает мир, и, повесив меч на бедро, принимается вспахивать целину. После долгой работы его уставший конь уходит в лес, чтобы отдохнуть и освежиться, но погибает там от зубов напавших на него волков. На месте гибели коня обозначаются следы его боя в знак памяти для грядущих поколений: холмы, озёра, болото, камыши, кустарники, лощина и орешник.

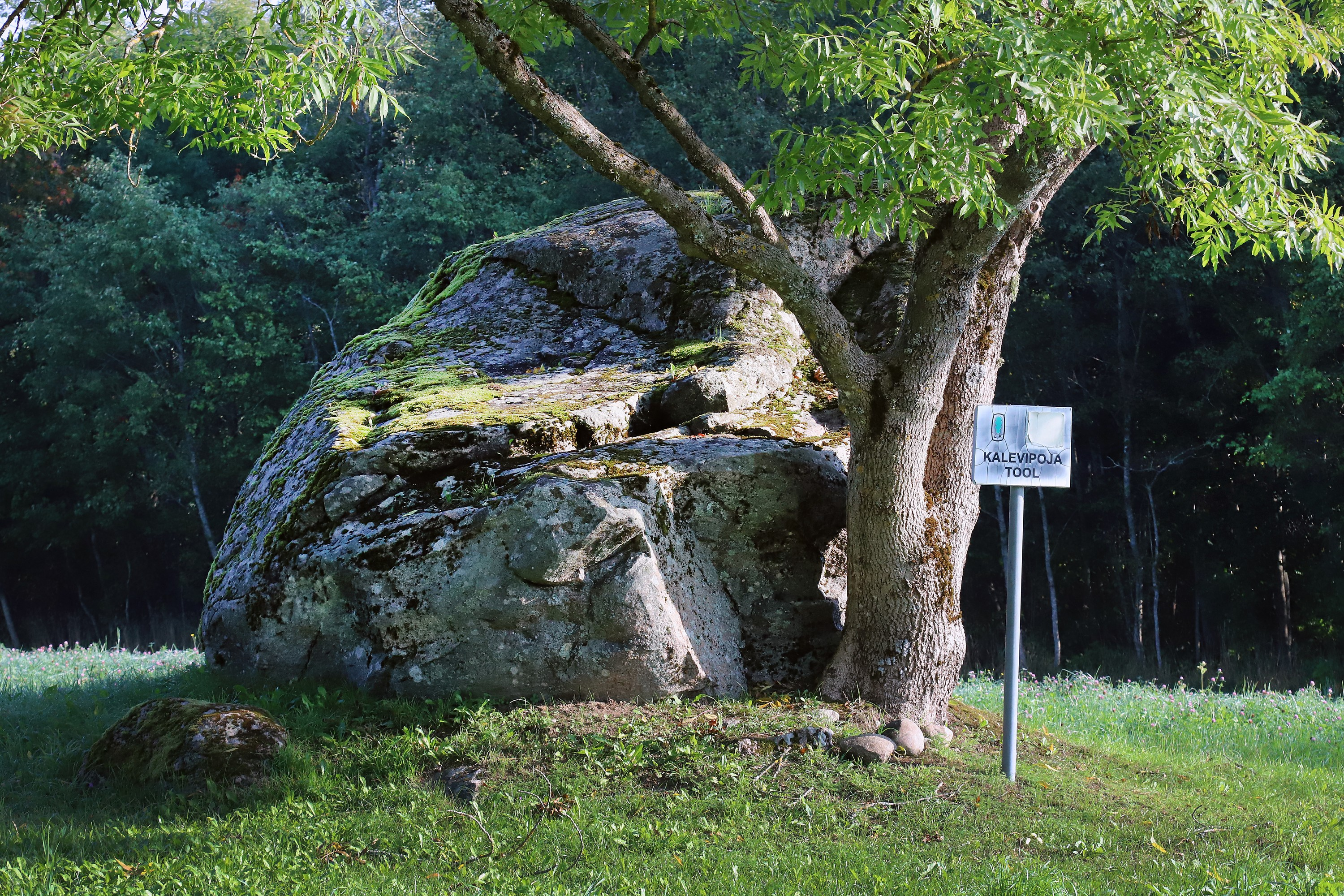
Валун «Ложе Калевипоэга» в Вильяндимаа, природоохранный объект

В девятой песне Калевипоэг расправляется с волками, убившими его коня, и ложится отдохнуть в ночной прохладе от десятидневной пахоты. Сон его тревожат два гонца. Первый говорит о том, что к Вирумаа и Ярвамаа идёт многотысячное войско чужеземцев. Второй — неизвестный седовласый и седобородый старик (vanarauk) — повествует Калевипоэгу о том, что он старинный друг его семьи и охранник его жизни, и предсказывает ему будущее, также предрекая близкую войну. Калевипоэг посылает гонца с письменным приказом слать людей на поле боя, ставить заставы и стражей на морских побережьях и утёсах, чтобы быть готовым к нападению неприятелей. Молодой гонец мчится исполнять приказ, напевая песню, но, размышляя о бедствиях и неутолимости войны, считает, что от его послания не будет людям пользы, и швыряет приказ Калевипоэга в глубины моря.
В десятой песне Калевипоэг встречается с водными чертями (paharet: X:58), которые желают поделить между собой болото Кикерпяра (в Пярнумаа). Но потом в дело вступает Водяной (Vetevaim: Х:221). Калевипоэг и Водяной устраивают соревнование по бросанию камней, причём первый добрасывает до Чудского озера, а второй — лишь до озера Выртсъярв (X:618).

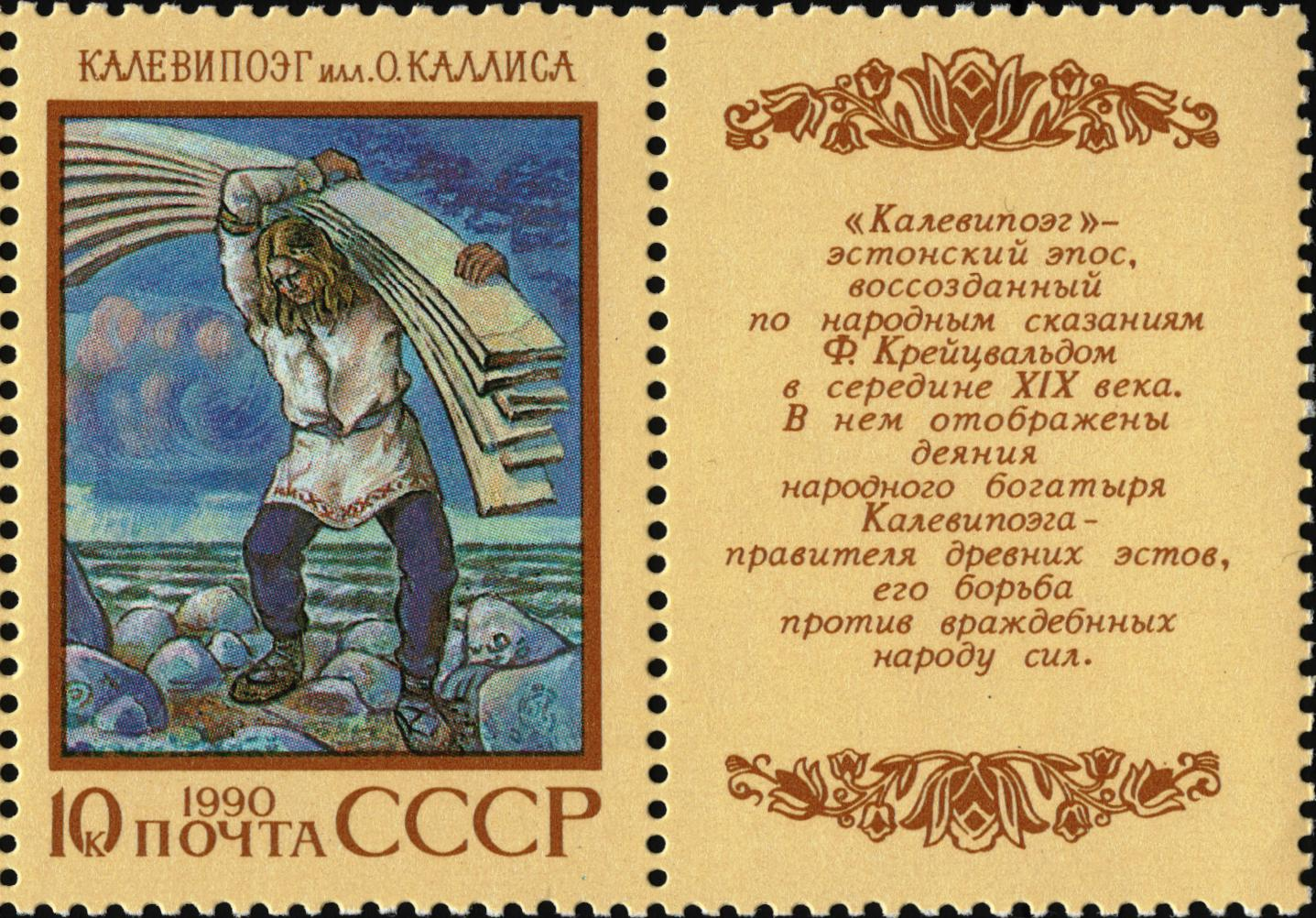
Почтовая марка СССР, 1990 год (рисунок Оскара Каллиса, 1914)

В одиннадцатой песне Калевипоэг теряет свой меч в Чудском озере, на берегу которого он заснул, возвращаясь с досками из Пскова в надежде построить новый город.
Тринадцатая песнь повествует о встрече с поварами могущественного колдуна Сарвика, на которых Калевипоэг набрел в районе озера Эндла. Там же, погружаясь в подземный мир, он встречает девушек в аду и узнает от них о волшебных предметах.
Четырнадцатая песнь описывает владения Сарвика: железную, медную, серебряную, золотую, шёлковую, бархатную и парчовую комнаты. После них во дворе, мощённом талерами, идут семь амбаров, причём одна часть из них сделана из камней, а другая — из яиц: куриных, гусиных, орлиных и птицы Сиуру. В амбарах хранились рожь, ячмень, овёс, пшеница, солод, овощи и сало.
В шестнадцатой песне Калевипоэг на корабле «Леннук» (Lennuk) отправляется в путешествие на край земли. В пути он встречает лапландского колдуна Варрака (Varrak), который указывает на остров Искр (Sädemesaar: XVI:69). В пути путешественников ждёт встреча с великаншей (Hiigla tütar: XVI:848). Далее, плывя под северным сиянием, «Леннук» достигает берега, где живут полупсы-полулюди. Не найдя границ мира, Калевипоэг возвращается домой.
В семнадцатой песне описывается строительство Олавом города, посвящённого матери Калевипоэга. Затем после нескольких лет спокойной жизни начинается период вражеских нашествий, одним из эпизодов которой становится битва при Ассамалла. Во время пути через лес герои останавливаются в хижине старой бабы и смотрят за ее капустной похлёбкой. Ночью к ним является тщедушный парень с золотым колокольчиком, который трижды умудряется лишить всех еды. И лишь Калевипоэг завладевает золотым колокольчиком и изгоняет злого духа.
В девятнадцатой песне Калевипоэг побеждает в подземной стране Сарвика, берёт богатую добычу и строит города. Тем временем лапландский колдун Варрак просит в подарок волшебную книгу Калева, на что Калевипоэг с лёгкостью соглашается, не задумываясь о её ценности и важности. С окраин страны доносятся недобрые вести о нашествии «железных людей» (raudmehed: XIX:993). Народ Калевипоэга оказывается не в состоянии противостоять захватчикам, отчего герой впадает в печаль.

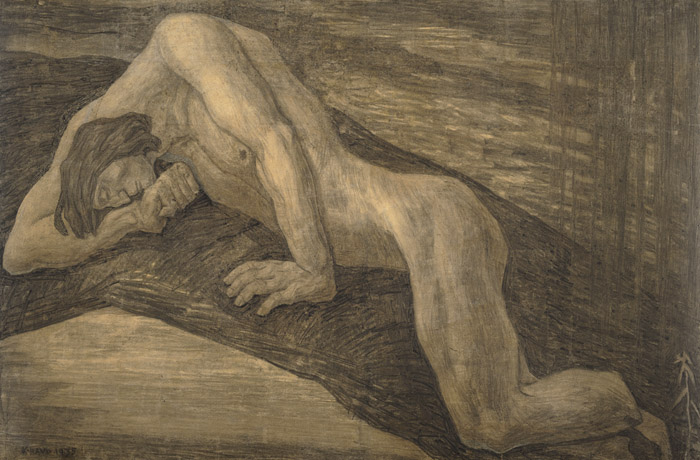
«Смерть Калевипоэга». К. Рауд, 1935

Двадцатая песня повествует о сражении Калевипоэга на реке Эмайыги (Emajõe: XX:255) c «железными людьми» (XX:347). Затем ему предстоит бой на реке Выханду (Võhandu: XX:402) c поляками, литовцами (leedukad) и татарами (tatarlased). В битве с последними войско Калевипоэга терпит поражение. Гибнет его соратник Сулев, а при отступлении тонет в озере другой его товарищ — Алев. Потеряв друзей, Калевипоэг в тоске передаёт власть над своими владениями в Харьюмаа и Вирумаа Олевипоэгу. Он становится отшельником на берегах реки Койвы (Koivajõgi: XX:617), где начинает питаться раками. Нарушение покоя со стороны людей вынудило его двинуться дальше к Чудскому озеру (Peipsi järv: XX:827) на берега реки Кяэпа (приток Куллавере).
Смерть приходит к Калевипоэгу от его собственного меча, который перерубает ноги герою. Душа его возносится на небеса, однако праотец вселенной не хочет, чтобы Калевипоэг слонялся праздно по небу и делает его привратником ада, чтобы он стерег заключённых там демонов.

## Переводы
- Первый русский перевод эпоса был опубликован в 1876 году в рижском журнале «Прибалтийский вестник».
- На русском языке публиковался также под названием «Калевич» (Ю. Трусман, 1886—1887) и «Сын Калева» (Н. Алексеев, 1893—1897).
- После включения Эстонии в состав СССР, в 1949, 1950, 1956 и 1961 годах, эпос был издан на русском языке в новом переводе. Во вступительной статье к изданию 1956 года «Калевипоэг» назван «глубоко народным героическим эпосом», пронизанным «идеей борьбы и справедливости», подчёркивалось, что «взаимное изучение национального эпоса еще более сближает братские народы советских республик»[28].
- В 1975 году был издан перевод на эсперанто, сделанный Хильдой Дрезен, см. Kalevipoeg en Esperanto.
- В 1979 году таллинским издательством «Ээсти раамат» эпос был издан в переводе В. Державина и А. Кочеткова, с иллюстрациями Кристьяна Рауда, с послесловием Энделя Нирка и статьёй Лехти Вийроя, комментариями и примечаниями Эдуарда Лаугасте.

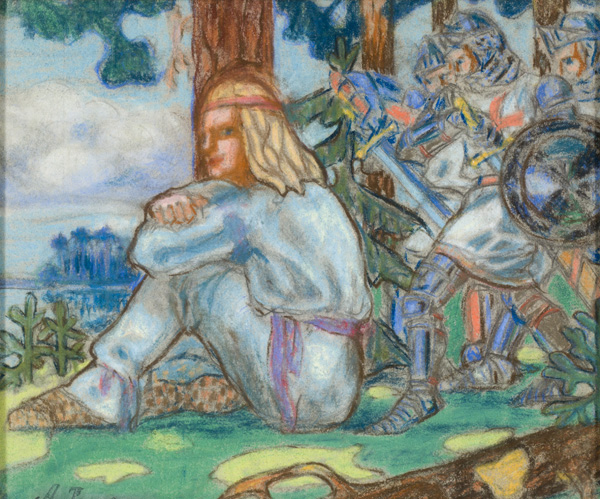
«Калевипоэг. Мотив» (Välko Tuul)
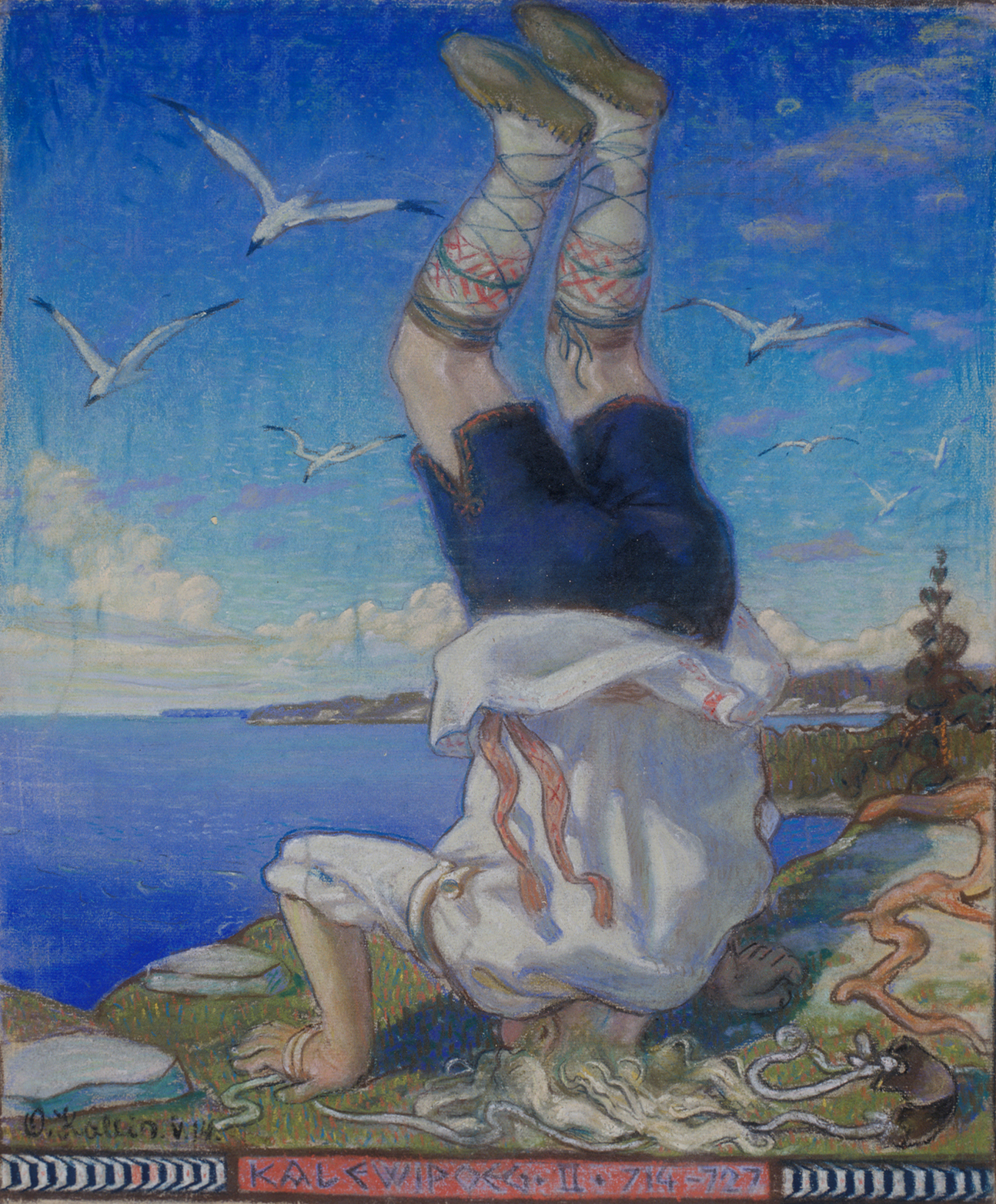
«Стойка на голове» (Oskar Kallis. 1914)
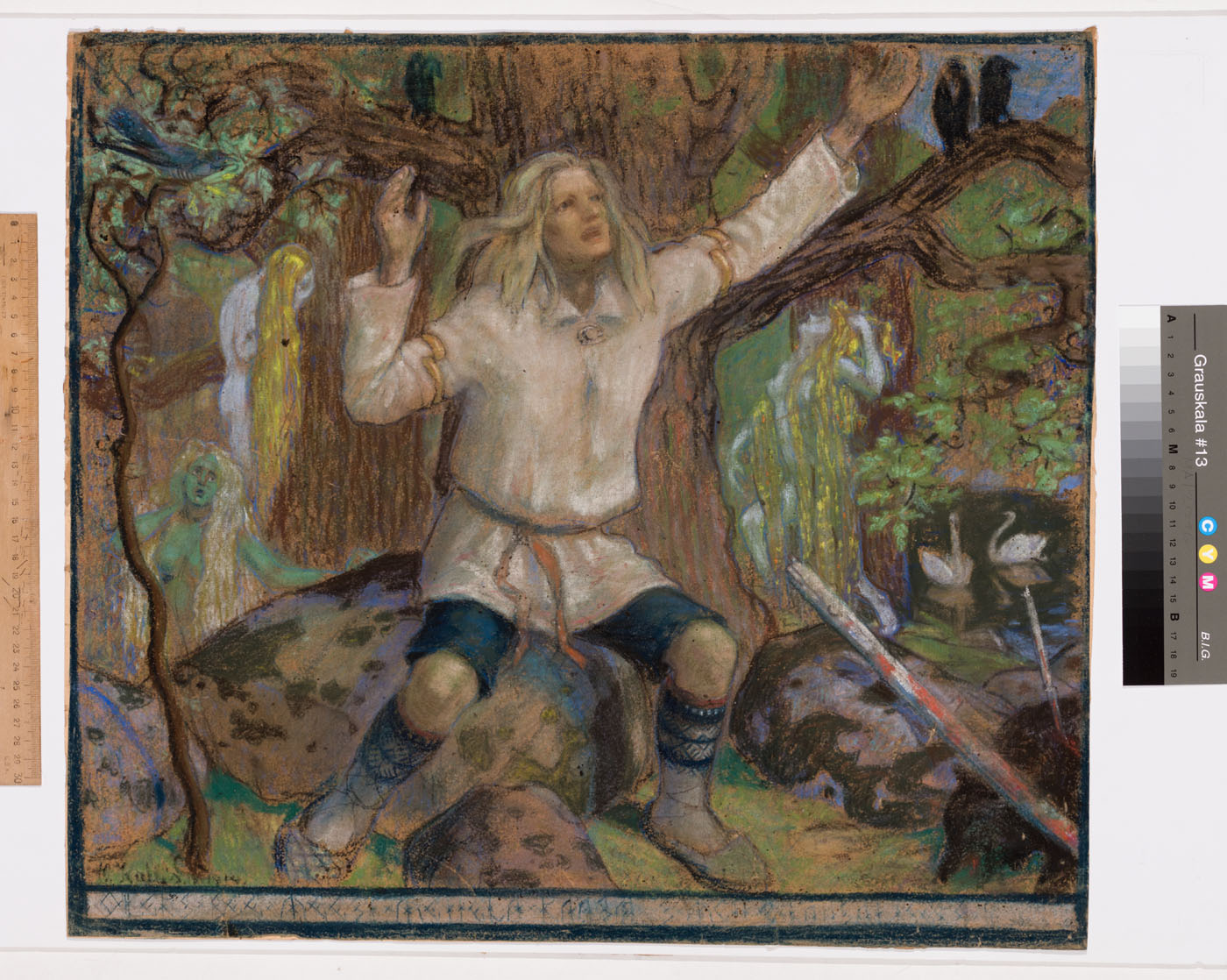
«Песня Калевипоэга» (Oskar Kallis. 1914)
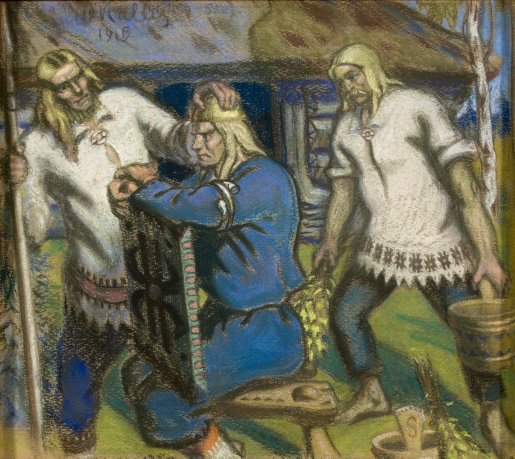
«Коронование Калевипоэга» (Oskar Kallis, 1915)
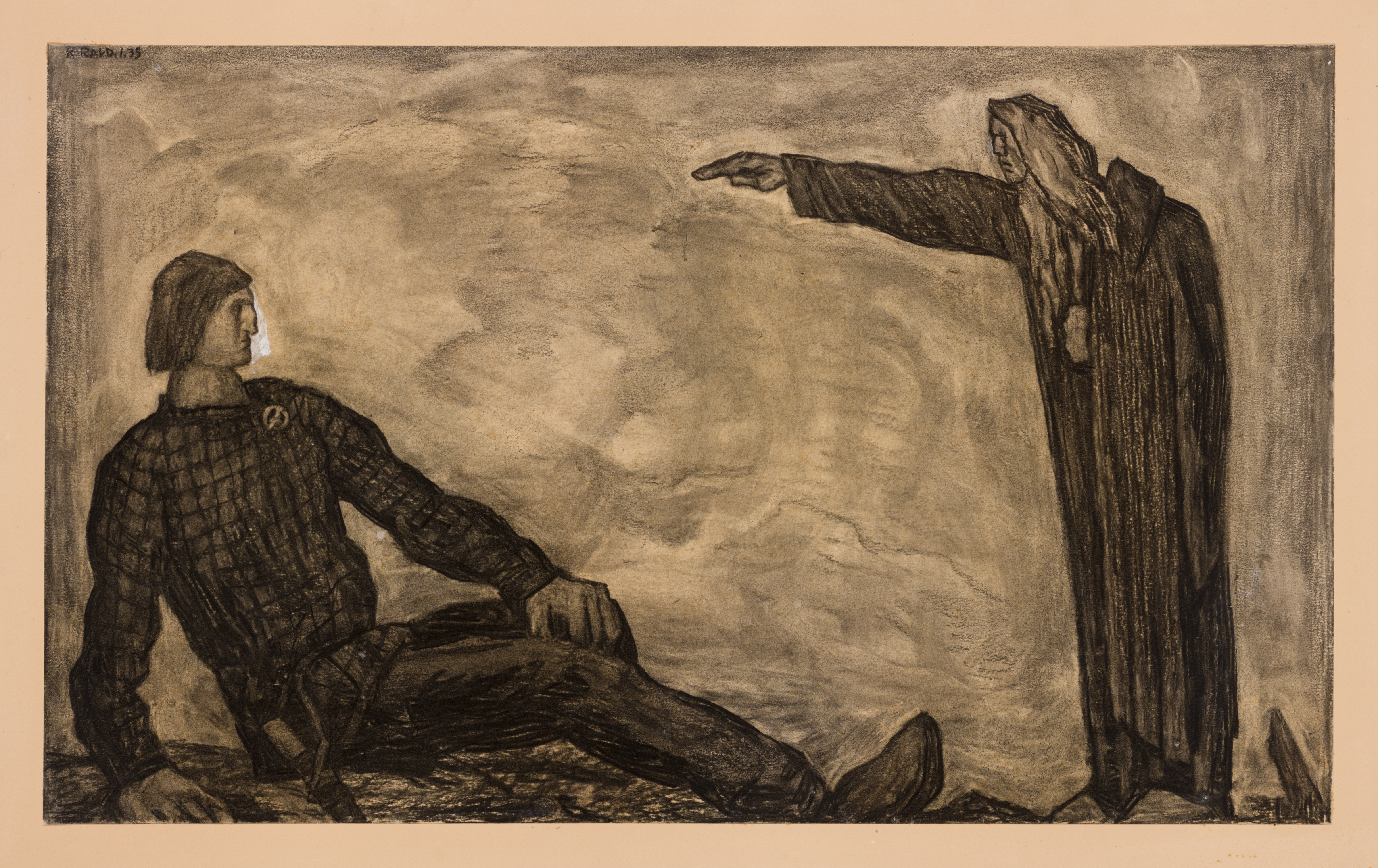
«Калевипоэг и таинственный предсказатель». (Kristjan Raud. 1935)
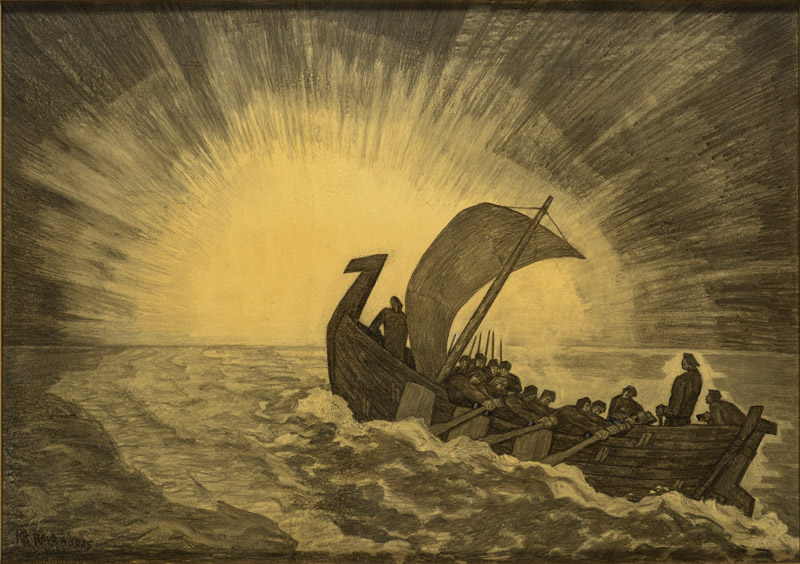
«Путешествие Калевипоэга на край земли» (Kristjan Raud)
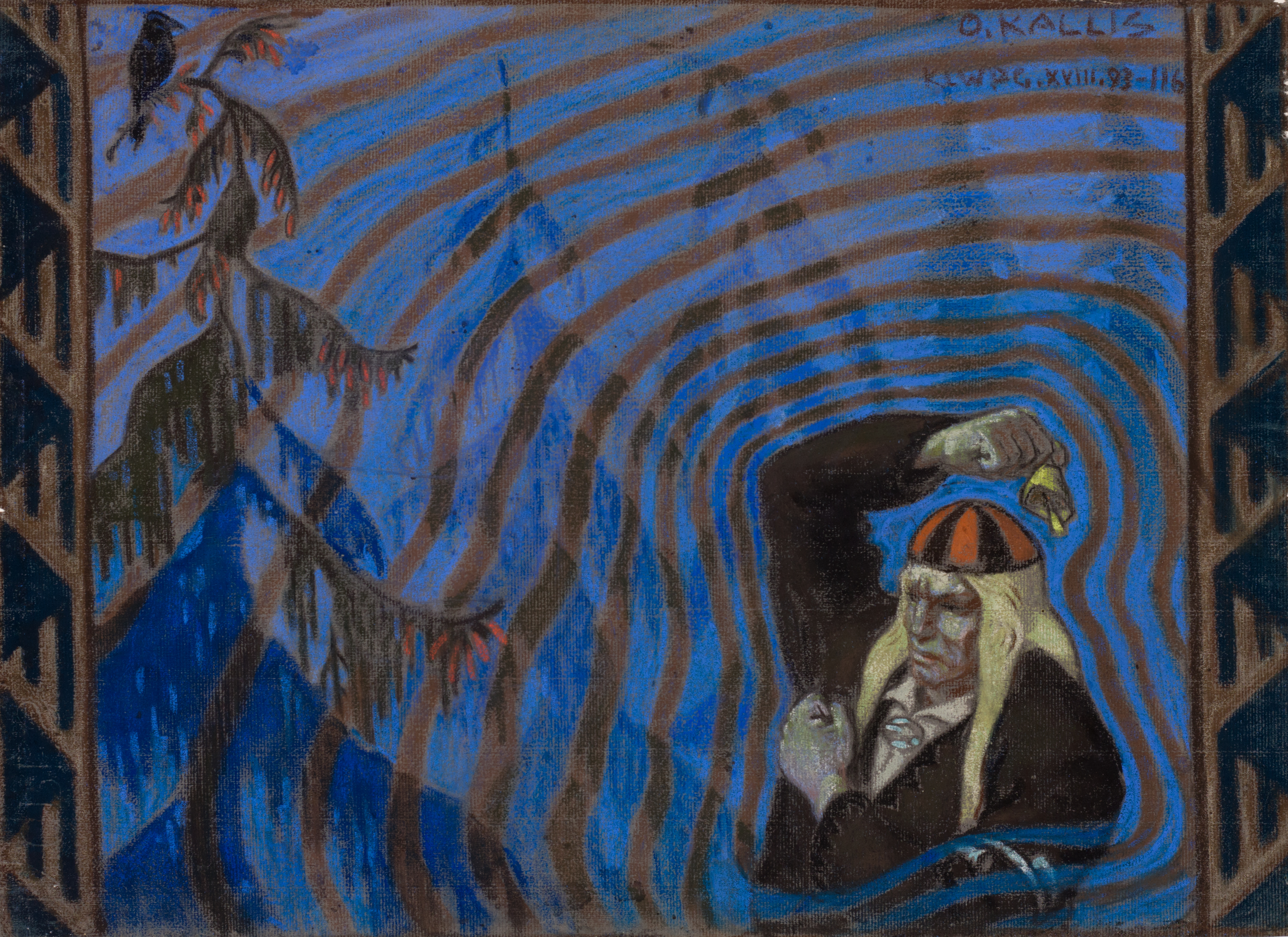
«Калевипоэг звенит колокольчиком» (Oskar Kallis, 1914–1915)
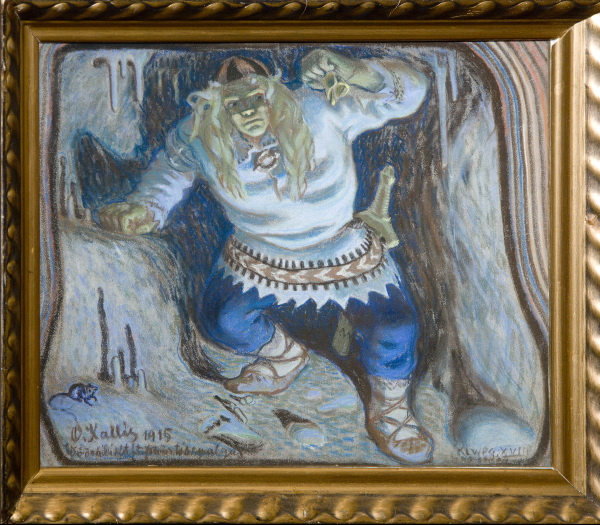
«Калевипоэг в подземном царстве» (Oskar Kallis. 1915)
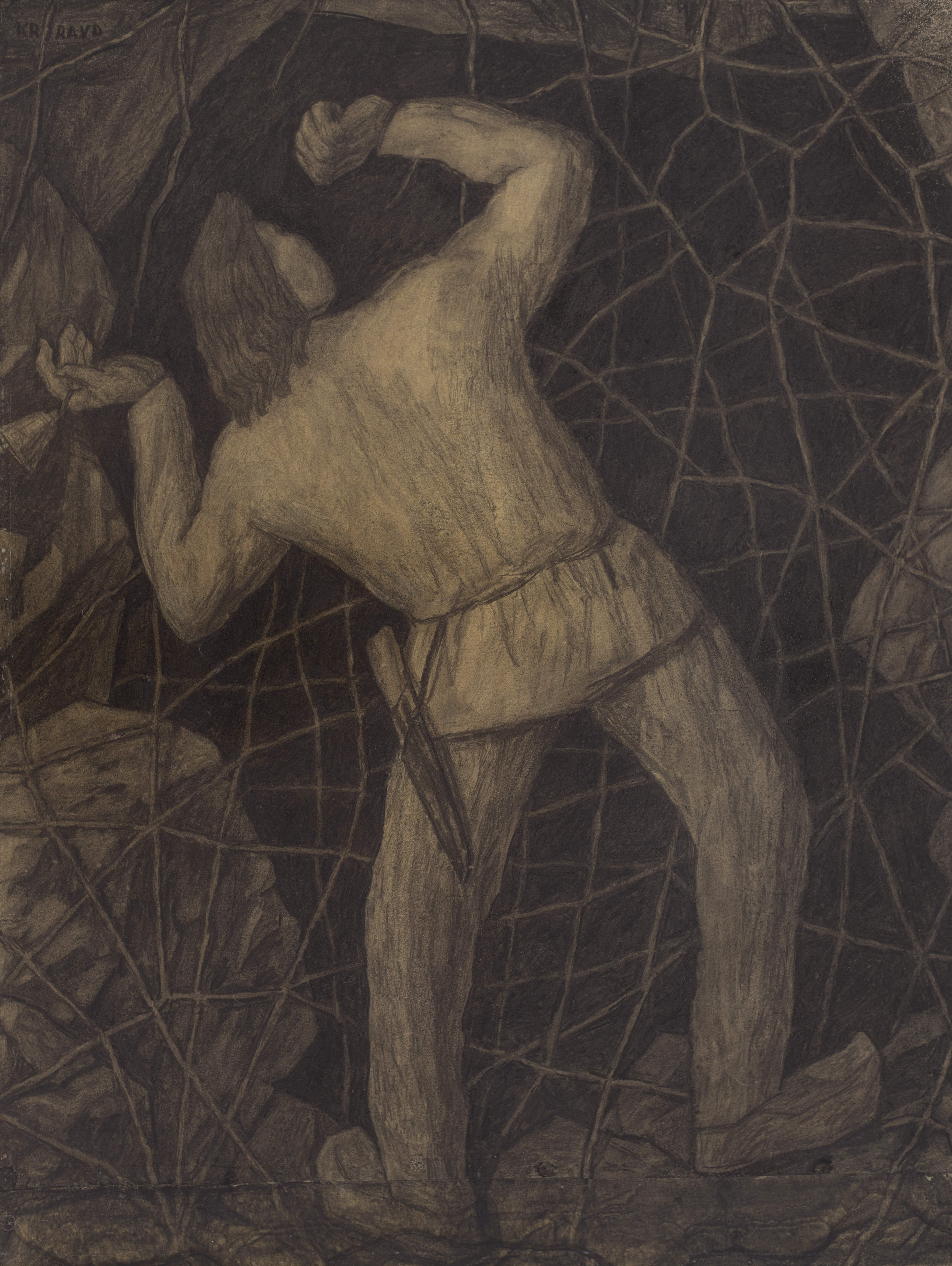
«Калевипоэг рвёт сети на пути в ад» (Kristjan Raud)
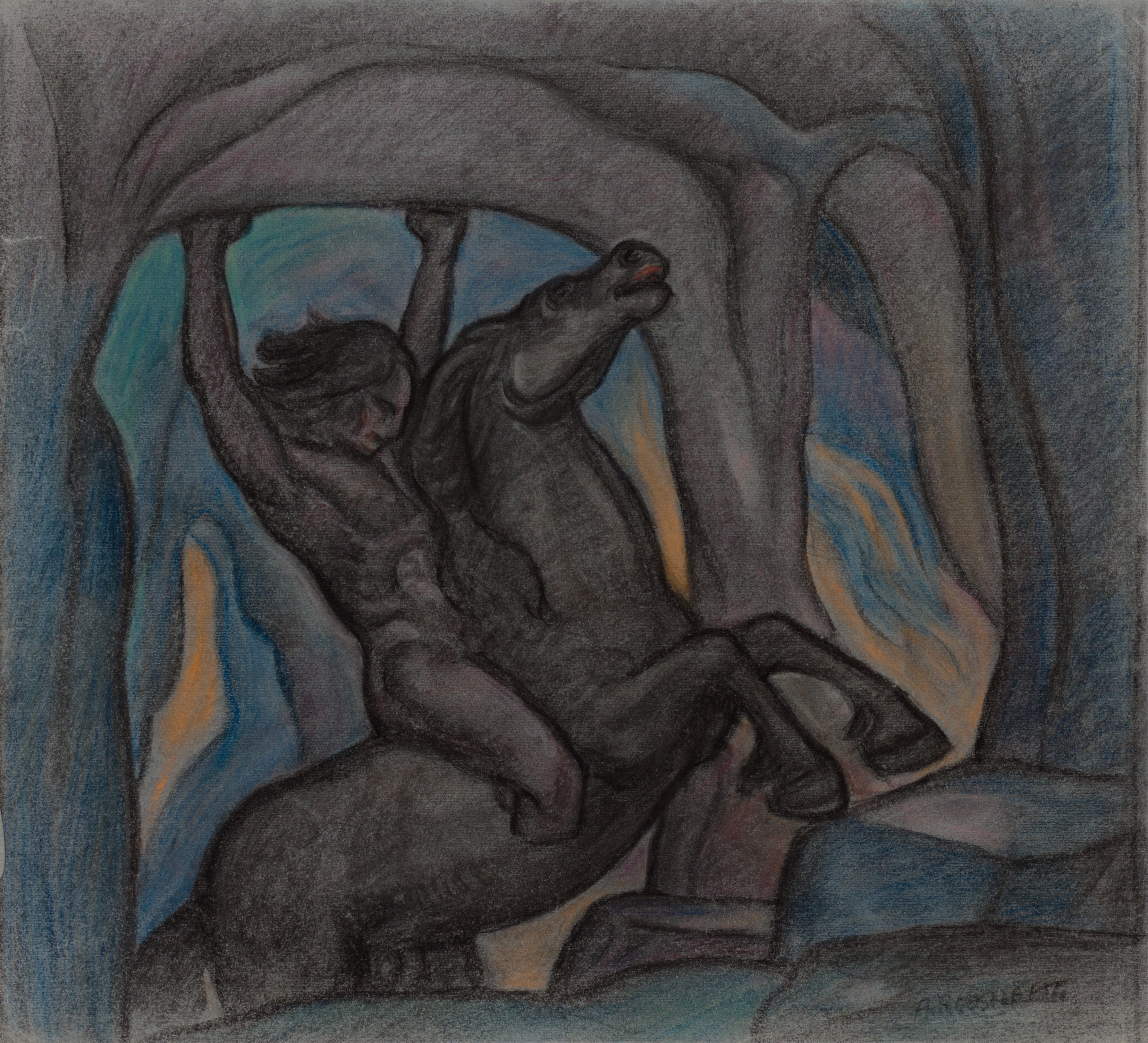
«Калевипоэг у ворот Ада» (August Roosileht)

## Мир Калевипоэга
Герои эпоса живут на хуторах (talu), которые состоят из двора (õu), жилого дома (elumaja), сауны (saun) и амбара (ait). Однако упомянуты деревни (küla) и города (linn). Основными занятиями являются охота и земледелие (выращивали овёс: kaer). Калевипоэг также ловит и ест речных раков (vähk). Пищей служит и хлеб (leib: XV:286). Из орудий упомянуты топоры (kirves), копья (oda), щиты (kilp) и мечи (mõõk). В качестве транспорта использовались лодки (paat), корабли (laev) и телеги (vanker). Известны собаки (кoer), овцы (lammas), лошади (hobu) и куры (kana).
Из диких животных в лесах мира Калевипоэга встречаются медведь (karu), волк (hunt), лисица (rebane), заяц (jänes), лось (põder), дикий бык (metsahärg) и мышь (hiir). Из птиц упоминаются во́роны (kaarеn), сороки (harakas) и кукушки (kägu). Из растений растут ольха (lepp), осина (haab), берёза (kask), дуб (tamm), рябина (pihlakas), ель (kuusk) и сосна (mänd, pedajas).

Калевипоэг в монументальном искусстве
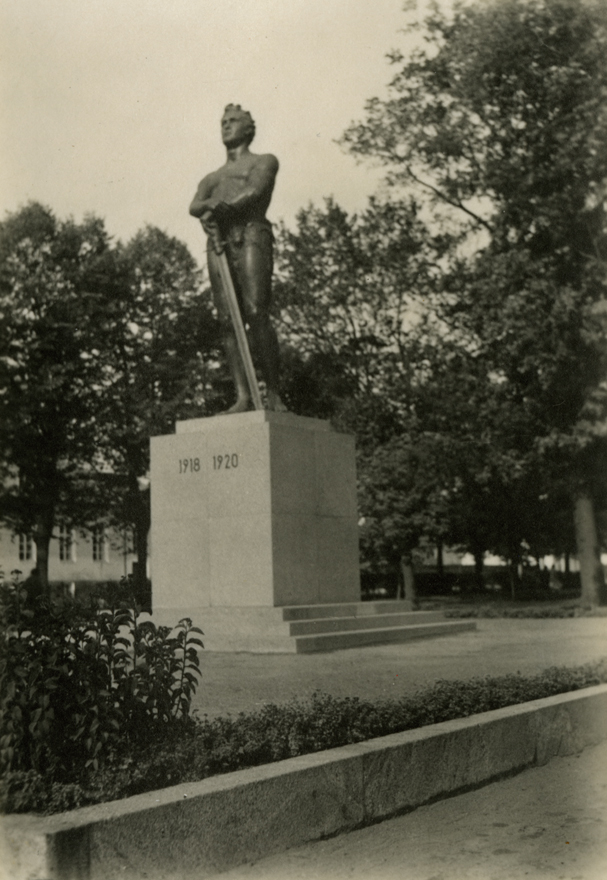
Памятник «Калевипоэг», посвящённый павшим в Освободительной войне (Амандус Адамсон), Тарту, 1930-е годы
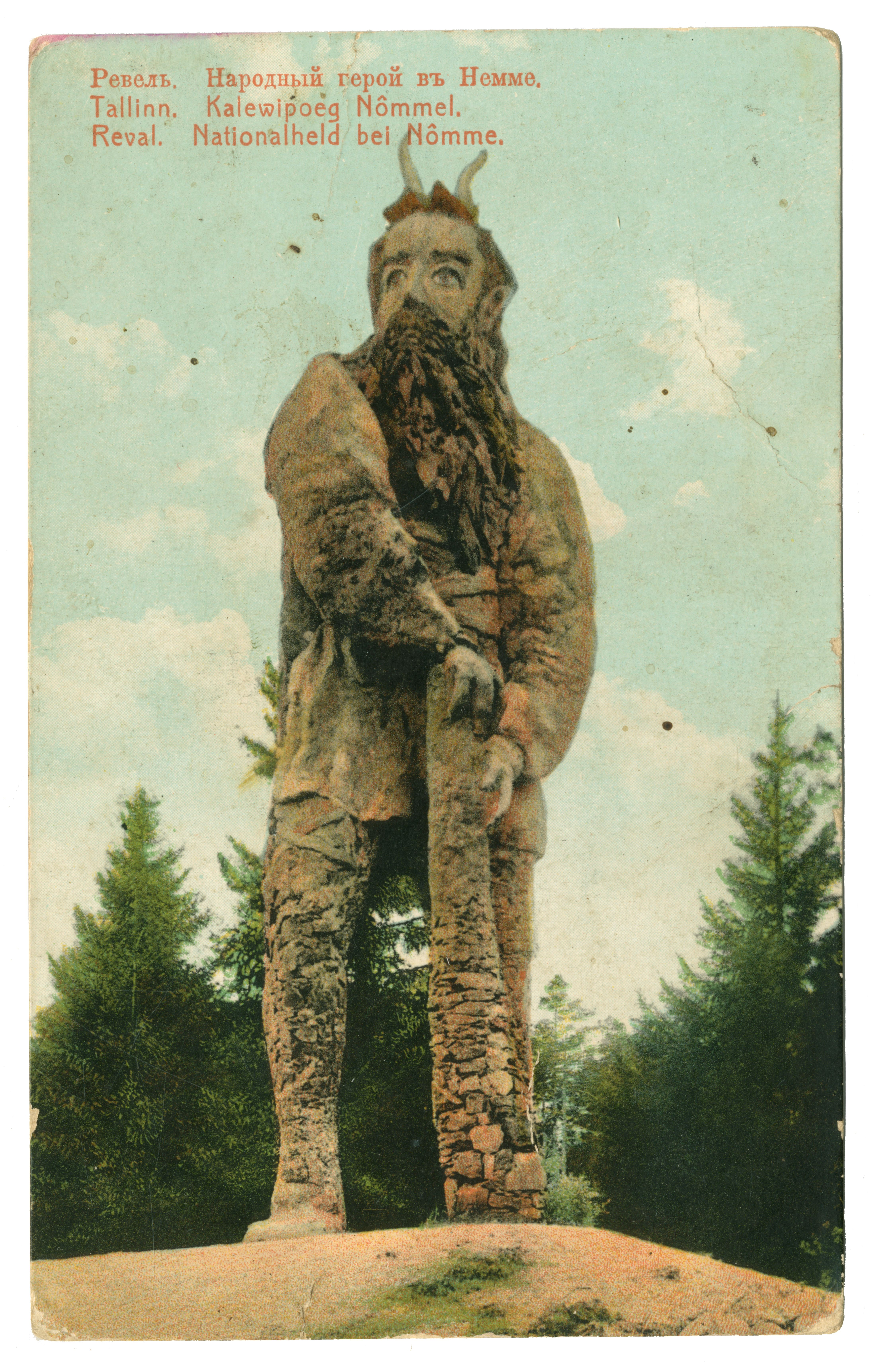
Статуя Калевипоэга в Нымме, Таллин (открытка, 1890—1900-е годы)
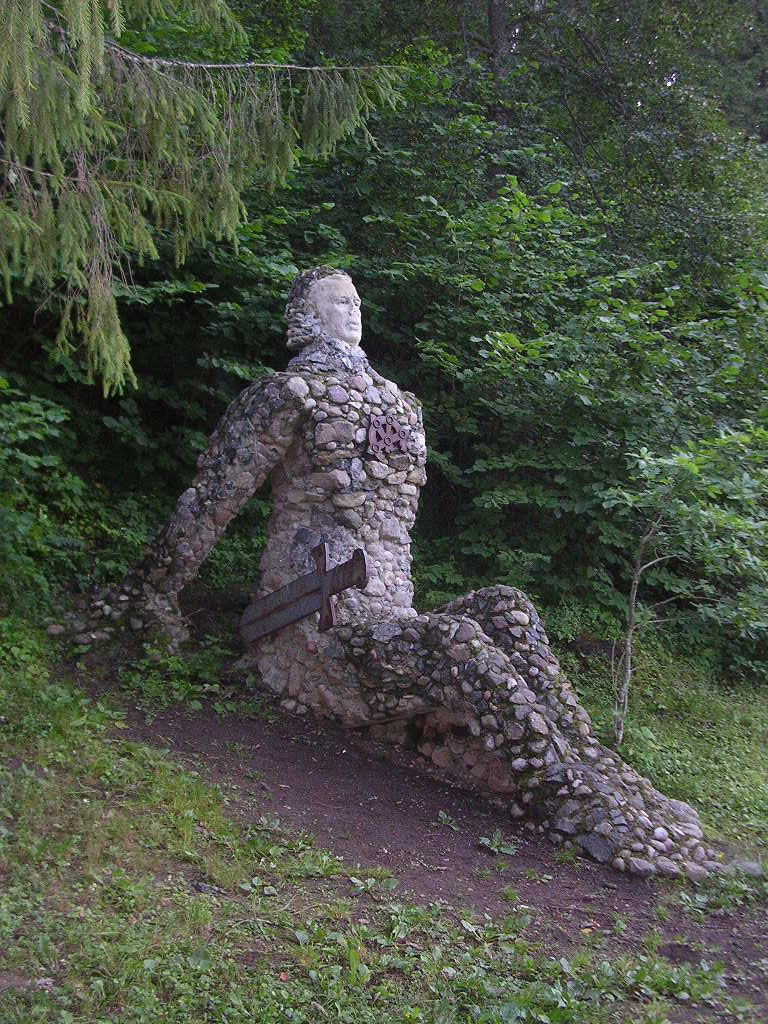
«Калевипоэг» в деревне Неэрути, Ляэне-Вирумаа
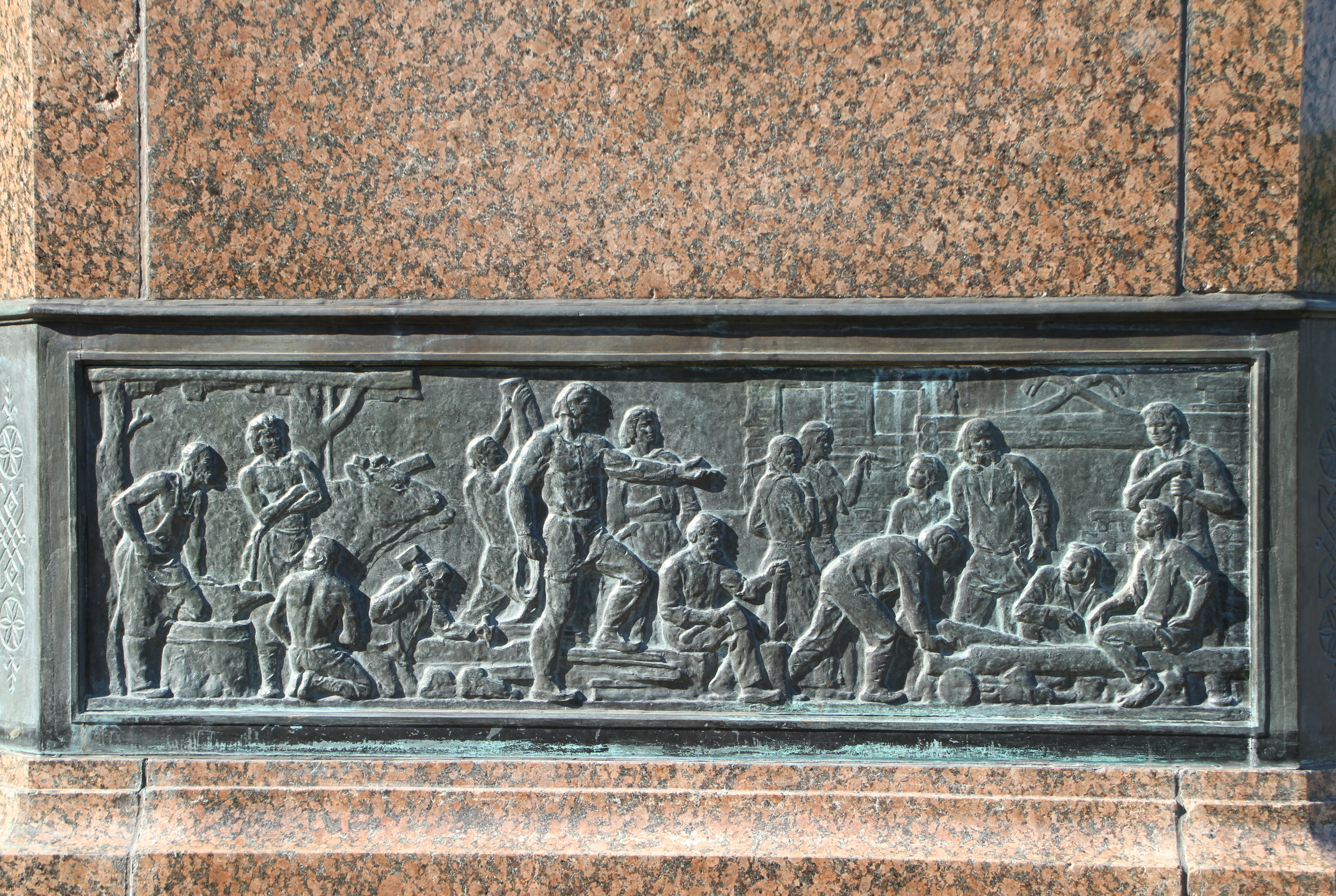
Барельеф «Калевипоэг» на памятнике Фридриху Крейцвальду в Кадриорге, Таллин
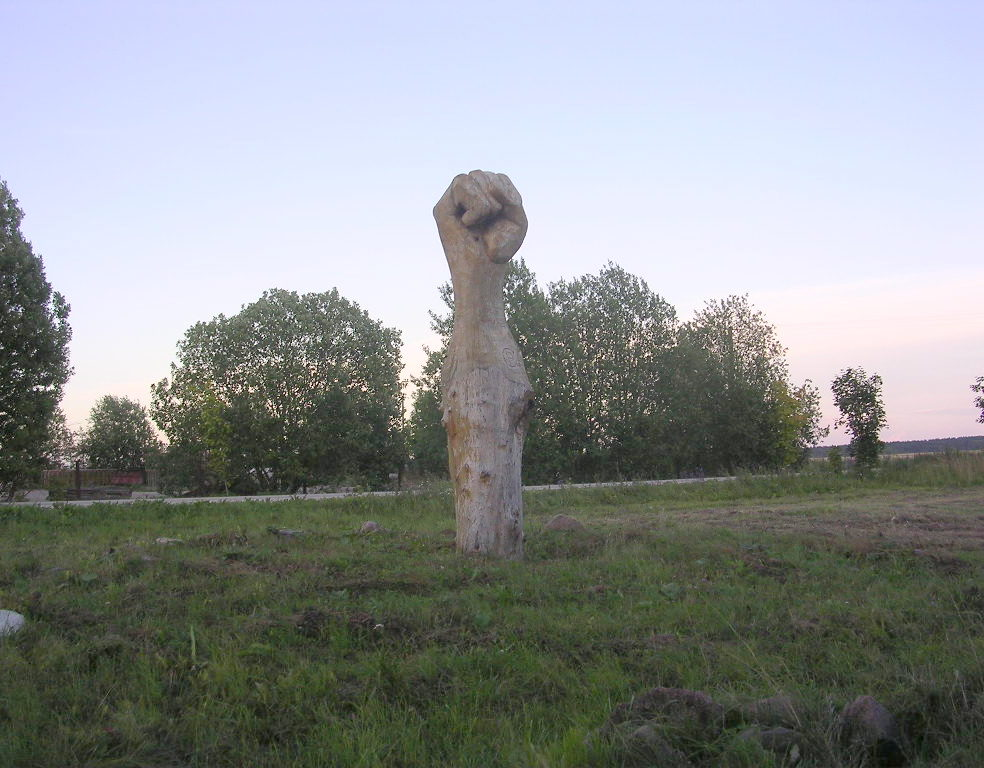
«Рука Калевипоэга», посёлок Кадрина

## Издания
- Калевипоэг: эстонский народный эпос / Собрал и переработал Ф. Р. Крейцвальд. — Пер. с эст. В. Державин и А. Кочетков; [Послесл. Э. Нирка; Коммент. и примеч. Э. Лаугасте]; иллюстрации К. Рауда. — Таллин: Ээсти раамат, 1979. — 250 с.
- Калевипоэг: Эст. нар. эпос, собранный и обработанный Ф. Р. Крейцвальдом / В пересказе Э. Рауда; Худож. Я. Таммсаар; Пер. с эст. Т. Урбель; Поэтич. фрагм. в пер. В. Державина и А. Кочеткова. — Москва: Детская литератута, 1989. — 103 с.